# (18308) 1981 EZ11
A (18308) 1981 EZ11 a Naprendszer kisbolygóövében található aszteroida. Schelte J. Bus fedezte fel 1981. március 7-én.